# Les Enfants de Salamanca, deuxième partie
Les Enfants de Salamanca, deuxième partie est un album de la série de bande dessinée franco-belge Sarah écrit par Christophe Bec, dessiné par Stefano Raffaele et mis en couleur par Bertrand Denoulet. Édité par Dupuis dans la collection Grand Public, ce second tome est sorti le 4 juin 2010.

## Description

### Personnages
- Sarah Stevenson souffre de crises d'angoisse chroniques et de phobies par suite de kidnapping et de sévices subis par un tueur en série pédophile nommé Le Jardinier à l'âge de ses six ans. Elle était avocate de New York, métier qu'elle a dû quitter pour suivre son mari David à Salamanca, une petite ville perdue au fond de la forêt nationale d'Allegheny au nord-ouest de la Pennsylvanie des États-Unis. Entre-temps, ayant obtenu un test de grossesse, elle a la confirmation qu’elle est enceinte.
- Kelly, une amie imaginaire de Sarah, était réelle avant d'être tuée par Le Jardinier dans une petite pièce sombre juste à côté de celle de Sarah avec qui elle communiquait constamment à travers le mur.
- Joey Westmore, fils de Graeme et Addie Westmore, a été interné très jeune, treize ans auparavant pendant six mois, à S. Julian Asylum à Rochester, Sea Breeze en raison de ses crises de démences d'une extrême violence. Les examens révélés, son anatomie est à la fois étonnante et effrayante : ses yeux en permanence comme injectés de sang souffrent de conjonctive, ses dents sont pointues comme qui diraient des crocs canins et ses ongles repoussent tellement vite qu'on doit lui les limer deux fois par jour.
- David Stevenson, garde forestier, travaille à l'Agriculture Forest Service (AFS)
- Shep Gordon, docteur de S. Julian Asylum à la retraite, s'est entièrement occupé de Joey Westmore malgré les événements vécus.
- Graeme Westmore, père de Joey, souffre d'infertilité. C'est d'ailleurs chez qui Sarah découvre un portrait familial qui montre leur fils au regard effrayant. Il passe plus de temps à chasser les animaux comme les castors qu'il range dans son abattoir.
- Shérif Mc Kimson de la Salamanca County a un caractère assez fort pour taire le passé de sa petite ville et ses habitants.
- Addie Westmore, épouse de Graeme, s'est plongée dans une terrible dépression concernant la situation maléfique de son fils Joey, ce qui explique son poids énorme et le fait qu'elle soit clouée sur un fauteuil sous lequel a été placée une baignoire pour recueillir ses besoins. Elle en est morte dans le second tome.
- Gualager, responsable de l'incendie forestière à Salamanca et de la mort d'Alfred Mc Kimson, père du shérif Mc Kimson, est tué par ce dernier.
- Le Jardinier, tueur en série pédophile aux bottes jaunes que l'on aperçoit dans chaque tome au moment où Sarah revoit le passé.